# رونیز
رونیز مرکز بخش رونیز شهرستان استهبان یازدهمین بخش بزرگِ استان فارس طبق آمار رسمی، سرشماری مرکز آمار ایران بوده است.

## موقعیت جغرافیایی
فاصله شهر رونیز تا مرکز استان (شیراز) ۱۴۵ کیلومتر می‌باشد. 

## معرفی
تفرجگاه وچشمه مرغک رونیز که در رشته کوه جنوبی شهر رونیز واقع شده و از دامنه کوه تا بلندای آن امتداد دارد مکانی دنج و بکر برای دوستداران طبیعت گردی و کوهنوردی می‌باشد. شهر رونیز شهری است با اکثریت جامعه کشاورز و دامدار و فرهنگی و بعضاً کارمند و کسبه بازاری. از محصولات معروف باغی شهر رونیز انجیر می‌باشد، زعفران نیز به وفور و با کیفیت بالا در این شهر کشت و برداشت می‌گردد، همچنین این شهر محل کشت انواع محصولات کشاورزی و سیفی جات نیز می‌باشد.غار گبری که حدود پنج کیلومتری رونیز علیا و در رشته کوه جنوبی آن روبروی روستای دهویه واقع شده‌است نیز مکان گردشگری بسیار جذاب برای مشتاقان طبیعت می‌باشد.